# الهدية الأخيرة (رواية)
الهدية الأخيرة (بالإنجليزية: The Last Gift) هي ثامن رواية لعبد الرزاق قرنح. نشرت لأول مرة بواسطة دار نشر بلومزبري عام 2011.  تدور أحداث القصة حول عباس، وهو مهاجر من شرق إفريقيا يعيش في إنجلترا ويتأمل ماضيه بعد إصابته بجلطة دماغية. تحاول عائلته فهم جذورهم وهويتهم. تستكشف الرواية قضايا الهجرة، الأسرار العائلية، والذاكرة في سياق ما بعد الاستعمار.

## التيمات
الهدية الأخيرة تتناول تيمات متعددة تتقاطع لتُبرز قضايا الذاكرة، الهوية، والانتماء. من أبرز هذه التيمات السر العائلي، حيث يُخفي الأب، عباس، ماضيه عن أسرته، مما يؤثر على توازنها الداخلي ويعيق أفرادها عن فهم ذواتهم.
تيمة الهوية والهجرة تظهر من خلال صراع الأبناء، جمال وآنا، بين أصولهم الغامضة وانتمائهم للمجتمع البريطاني. كما تتجلى تيمة المنفى والذاكرة عبر ثقل الماضي الذي يفرض نفسه على الحاضر. وتبرز تيمة الزمن والبوح المتأخر، إذ لا يتحقق الانكشاف إلا في المراحل الأخيرة من الحياة، مما يسلط الضوء على هشاشة الروابط العائلية المبنية على الكتمان.

## الاسلوب
يستخدم قرنح سردًا متماسكًا يمزج بين الحكي اللحظي والوصف التفصيلي، كما يتجلى في وصفه الدقيق مثل مشهد مريم الطفلة الملفوفة بالوشاح الكريمي، الذي يحمل دلالات رمزية عن الميلاد والهشاشة. يعتمد الكاتب على تقنية التداخل الزمني في السرد، حيث تتناثر ذكريات عباس بشكل متقطع تعكس حالة الضياع والبحث عن الحقيقة، مع تزامن تطور حالته الصحية مع كشف أسراره. كما يبرز الأسلوب التوتر بين السرد القصصي والواقع، مما يطرح تساؤلات عن دور الحكايات في تشكيل الهوية والذاكرة.

## الشخصيات
- عباس: بطل الرواية، رجل مسن من أصول أفريقية، مهاجر إلى بريطانيا، يخفي سرًا كبيرًا عن ماضيه يؤثر على عائلته بأكملها. يمثل عباس نموذجًا للمهاجر الذي يقطع صلته بجذوره في محاولة لبدء حياة جديدة، لكنه يدفع ثمن الصمت والعزلة النفسية، إلى أن يبدأ، في نهاية حياته، بتسجيل اعترافاته في محاولة متأخرة للمصالحة.
- مريم: زوجة عباس، امرأة قوية وواقعية، تعاني من جراح الماضي وتسعى لفهم حقيقة زوجها وإنهاء صمت طويل. نشأت يتيمة بعد أن تُركت وهي رضيعة، وتمت تربيتها في أسرة حاضنة في مدينة إكستر البريطانية. التقت بعباس في سن السابعة عشرة وهربت معه، مدفوعة برغبة في الخروج من واقعها المقيّد. رغم سنوات الزواج الطويلة، تظل مريم غريبة جزئيًا عن زوجها بسبب صمته، وتعيش بدورها قلقًا داخليًا بشأن ماضيها المجهول. في مراحل متأخرة من الرواية، تسعى لاكتشاف حقيقتها الشخصية بزيارة عائلتها الحاضنة، حيث تنكشف لها تفاصيل ولادتها وهويتها الأصلية. [5]
- آنا: ابنة عباس ومريم، تعيش صراعًا مع هويتها وتعاني من اضطرابات عاطفية خصوصًا في علاقتها مع صديقها نِك، الذي تنتمي عائلته إلى طبقة اجتماعية راقية ترفضها ضمنيًا. تمثل آنا الجيل الثاني من المهاجرين الذين يعيشون صراع هوية متعدد الأبعاد. وتطرح آنا تساؤلات حول ماضي والديها.
- جمال: الابن الأصغر لعباس ومريم، أكثر اتزانًا من أخته، يحاول أن يصنع لنفسه مسارًا واضحًا في الحياة . يدرس لنيل الدكتوراه ويخصص بحثه لموضوع الهجرة في أوروبا، في ما يبدو انعكاسًا غير مباشر لأسئلته الذاتية حول الهوية والجذور. جمال متأمل، يحاول بناء فهم عقلاني لعائلته، خاصة والده، ويبحث عن المعنى في ظل الغموض المحيط بماضيه. يمثل شخصية الجيل الثاني المتصالح جزئيًا مع إرثه، لكنه لا يزال يفتقر إلى إجابات كاملة.

- سليمان: صديق عباس القديم، يمثّل الصلة بين عباس وحياته السابقة يظهر في لحظات حاسمة ويساعد في كشف خيوط ماضيه المدفون ، و إعادة إحياء ذاكرة دفنتها سنوات طويلة من النفي والصمت.[5][6]

## الأثر
تلقت الرواية آراء متباينة. وصفتها أميناتا فورنا، التي كتبت في الفاينانشيال تايمز، بأنها «رائعة في الحجم» وأشادت بسرد قرنح للقصص وفحص العلاقات الأسرية. جيليس فودن من الغارديان أشاد بنثر قرنح. من ناحية أخرى، انتقد مراجع لمراجعات كيركس التحولات بين الماضي والحاضر وشعر أن المعضلة المركزية للكتاب لم تكن مقنعة بما فيه الكفاية. كتبت بابليشرز ويكلي أن وتيرة السرد كانت بطيئة جدًا في بعض الأحيان، لكنها أشادت بالحبكة وموضوعات الفناء والذاكرة.